# والتر إم. سكوت
والتر إم. سكوت (بالإنجليزية: Walter M. Scott)‏ هو مصمم إنتاجي أمريكي، ولد في 7 نوفمبر 1906 في كليفلاند في الولايات المتحدة، وتوفي في 2 فبراير 1989 في لوس أنجلوس في الولايات المتحدة.

## وصلات خارجية
- والتر إم. سكوت على موقع IMDb (الإنجليزية)
- والتر إم. سكوت على موقع ألو سيني (الفرنسية)
- والتر إم. سكوت على موقع أول موفي (الإنجليزية)
- والتر إم. سكوت على موقع قاعدة بيانات الأفلام السويدية (السويدية)
- والتر إم. سكوت على موقع قاعدة بيانات الفيلم (الإنجليزية)
- والتر إم. سكوت على موقع كينوبويسك (الروسية)